# 4699 Сутан
4699 Сутан (4699 Sootan) — астероїд головного поясу. Відкритий Робертом Макнотом 4 листопада 1986 року. Названий на честь Су Хоей Тан — партнера відкривача і викладача.
Тіссеранів параметр щодо Юпітера — 3,382.